# Šušure
Šušure (en serbe cyrillique : Шушуре) est un village de Serbie situé dans la municipalité de Sjenica, district de Zlatibor. Au recensement de 2011, il comptait 25 habitants.

## Démographie
| 1948 | 1953 | 1961 | 1971 | 1981 | 1991 | 2002 | 2011 |
| ---- | ---- | ---- | ---- | ---- | ---- | ---- | ---- |
| 265  | 294  | 271  | 167  | 66   | 34   | 25   | 25   |

|  |